# Dushanzi
Dushanzi (en chino, 独山子区; pinyin, Dúshānzǐ qū; literalmente, ‘la montaña única’, en uigur: مايتاغ رايونى, romanizado: Maytagh Rayoni) es un distrito urbano bajo la administración directa de la Prefectura Karamay en la Región autónoma de Sinkiang, República Popular China. Su área es de 400 km² y su población total para 2010 superó los 70 mil habitantes.

## Administración
Desde octubre de 2021, el distrito de Dushanzi se divide en 3 pueblos que se administran en subdistritos.

## Historia
La región es una zona rica en yacimientos de peróleo y fue desarrollándose a partir de su extracción. El nombre "Dushanzi" significa "la montaña única", de hecho a la ciudad-prefectura de Karamay también se le llama "la montaña de oro negro".
El 27 de noviembre de 1954, para cumplir con los requisitos del desarrollo de la industria petrolera en la región, el gobierno de Sinkiang aprobó el establecimiento del Comité Administrativo Local de Dushanzi, que estaba directamente bajo la jurisdicción del gobierno provincial. En febrero de 1955, se estableció el Comité de Trabajo Administrativo del Área Minera de Dushanzi. En 1956, de conformidad con la Decisión del Comité Popular sobre el establecimiento del poder político en las zonas industriales y mineras, la ciudad Dushanzi se estableció como ciudad-condado. Al mismo tiempo, el campo petrolífero de Karamay entró en un período de desarrollo y construcción a gran escala. El continuo desarrollo de la industria petrolera y el aumento de la población en el campo petrolero dieron lugar a un nuevo tipo de ciudad industrial petrolera.
El 24 de enero de 1957, la 14.ª reunión del Comité Popular de Sinkiang decidió establecer la ciudad Karamay y la presentó al Consejo de Estado para su aprobación. El 29 de mayo de 1958, el Consejo de Estado aprobó el establecimiento de la ciudad Karamay a nivel condado. El 17 de junio del mismo año, el Comité Popular de Sinkiang dio a conocer el establecimiento de la ciudad Karamay y la abolición de la ciudad Dushanzi". La ciudad de Karamay se dividió en los distritos Dushanzi y Urho.
El 17 de agosto de 1984, la región autónoma decidió que la ciudad de Karamay sería una ciudad sin distritos bajo la jurisdicción directa de la región autónoma, con oficinas en el subdistrito Dushanzi. El 8 de enero de 1990, la región autónoma restauró la ciudad de Karamay como una ciudad-prefectura dividida en distritos y Dushanzi bajo su jurisdicción.
El 29 de agosto de 1975, el Consejo de Estado aprobó el establecimiento de la ciudad Kuytun (con parte de Karamay) bajo la jurisdicción de la prefectura Yilí, esto separó a Dushanzi del resto de Karamay y a Kuytun del resto de Yilí.